# Обикновена калуна
Обикновената калуна (Calluna vulgaris) е единственият вид в род Calluna в семейство Пиренови (Ericaceae). Това е нискорастящ многогодишен вечнозелен храст, растящ до 20 до 50 сантиметра висок, рядко до 1 метър или повече.

## Етимология
Специфичният епитет на латински: vulgaris означава „обикновен“. Обикновената калуна се отличава от пирена по това, че венчето и чашката са от четири части, вместо от пет.

## Разпространение и местообитание
Среща се широко в Европа и Мала Азия на кисели почви в открити слънчеви места и на умерена сянка. Това е доминиращото растение в повечето пустоши и мочурища в Европа, както и в някои блатисти и кисели борови и дъбови гори. То е толерантно към паша и се регенерира след случайни изгаряния и често се управлява в природните резервати и нискотревни терени чрез паша на овце или говеда.
В България се среща в Странджа и Родопи.

## Описание
Обикновената калуна е силно разклонено растение, от чиято основа прорастват множество издънки. Има фини листенца и нежни цветчета. Има дребни листа, с форма подобна на шило, светло зелен цвят и керемидообразно, плътно подреждане около клончетата. Цветовете чу са розови или бели, във формата на камбанка, висящи, с къси дръжки и срещуположно разположение по клончетата. Събрани са в гроздовидни съцветия. Цъфти през месеците юли-октомври. В образуваното плодче семенцата са дребни, с овална форма.

## Фолклор
Според ирландска номадска група и шотландци, бялата обикновена калуна носи късмет.

## Приложение
Презирана до 19-ти век заради асоциациите си с най-суровата бедност в селските райони, нарастването на популярността на обикновената калуна може да се сравни с модата на алпийските растения. Това е много популярно декоративно растение в градините и за озеленяване, в зони без варовик, където ще вирее, но е много трудно да расте в по-малко кисела почва.
Растението е медоносно. Някои го употребяват и за щавене на кожи.

## Сортове
Има много именувани сортове, избрани за вариации в цвета на цветята и за различен цвят на листата и навици на отглеждане.
- Сорт Arabella
- Сорт Hammondii
- Сорт Alba Plena
- Сорт Gold Haze
- Сорт Dark Beauty

Следните сортове са печелили Наградата за градински заслуги на Кралското градинарско дружество:
- Alicia (Garden Girls series)[7]
- Annemarie [8]
- Beoley Gold[9]
- County Wicklow[10]
- Dark Beauty[11]
- Dark Star[12]
- Darkness [13]
- Elsie Purnell[14]
- Firefly[15]
- Kerstin [16]
- Kinlochruel [17]
- Peter Sparkes[18]
- Robert Chapman [19]
- Silver Queen[20]
- Sister Anne[21]
- Spring Cream[22]
- Tib [23]
- Velvet Fascination[24]
- Wickwar Flame[25]
- White Coral[26]

## Галерия
- Илюстрация
- Поле в Германия